# 武寅
武寅（1950年3月9日—），女，汉族，吉林双阳人，中华人民共和国历史学家、第十一届全国人民代表大会吉林地区代表。

## 生平
1976年，毕业于辽宁大学外语系日语专业。1983年毕业于中国社会科学院研究生院世界历史系，获历史学硕士学位。之后留任中国社会科学院世界历史研究所工作。1989年，毕业于首都师范大学历史系，获历史学博士学位。后升任中国社会科学院世界历史研究所党委书记、所长。2002年至2007年，担任中国社会科学院研究生院院长。之后担任中国社会科学院副院长，国家社科基金重大招标项目首席专家。2008年起担任全国人大代表。